# Винченцо Вивиани
Винченцо Вивиани (на италиански: Vincenzo Viviani) е италиански математик, физик и астроном. Той е ученик на Еванджелиста Торичели и сътрудник на Галилео Галилей.

## Биография
Роден е на 5 април 1622 година във Флоренция, Италия. Първоначално учи в йезуитско училище, подпомогнат от Фердинандо II, велик херцог на Тоскана. По-късно учи физика и геометрия при Торичели. През 1639 г. става помощник на Галилей, с когото остава до смъртта му през 1642 г. През 1655 – 1656 г. той редактира първото издание на събраните произведения на Галилей.
След смъртта на Торичели през 1647 г. Вивиани е назначен на неговото място в Accademia dell' Arte del Disegno във Флоренция. В същото време той заема различни служби при великия херцог Фердинандо.
През 1660 г. Вивиани и Джовани Алфонсо Борели провеждат експеримент за определяне на скоростта на звука. Измервайки разликата между виждането на проблясването и чуването на звука при изстрел с оръдие на разстояние, те изчисляват стойността от 350 m/s, значително по-точна от предишното измерване на Пиер Гасенди от 478 m/s (приетата днес стойност е 331,29 m/s при температура 0 °C). През следващите години Вивиани прави и някои експерименти с махала.
Репутацията на Винченцо Вивиани нараства и през 1666 г. той получава предложения за постъпване на служба от френския крал Луи XIV и полския крал Ян II Кажимеж. Фердинандо II му предлага поста придворен математик и той остава във Флоренция.
Винченцо Вивиани умира на 22 септември 1703 година във Флоренция. В завещанието си той оставя известна сума за построяването на надгробен паметник на Галилео Галилей. През 30-те години на 18 век Църквата най-накрая разрешава да бъде построен такъв паметник и самият Вивиани е погребан там, заедно с Галилей.